# Jean-Louis Guillaud
Pour les articles homonymes, voir Guillaud.
 (mai 2009).
Si vous disposez d'ouvrages ou d'articles de référence ou si vous connaissez des sites web de qualité traitant du thème abordé ici, merci de compléter l'article en donnant les références utiles à sa vérifiabilité et en les liant à la section « Notes et références ».
Jean-Louis Guillaud, né le 5 mars 1929 à Caen et mort le 3 décembre 2015 à Bazincourt-sur-Epte, est un journaliste et homme de télévision français.  

## Biographie

### Famille
Né de parents enseignants, Jean-Louis Guillaud est le père de l’amiral Édouard Guillaud (né en 1953), chef d’état-major des armées de 2010 à 2014. Il a également deux filles, Florence, professeur des écoles  (née en 1962) et Constance, médecin (née en 1978).

### Formation
Diplômé de l'Institut d'études politiques de Paris (promotion 1949, section Service Public), il devient journaliste en 1953, au service politique de la Société générale de presse, puis de Paris Jour. 

### Carrière
En 1960, il part en Algérie comme directeur adjoint de l’information de la Délégation générale du gouvernement. En 1961, il rejoint le service politique de France-Soir et du Nouveau Candide. De 1963 à 1964, il est auditeur de l’Institut des hautes études de défense nationale, réda et joue un rôle clé lors des grèves provoquées par l’éclatement de l’ORTF en 1968. 
Directeur chargé de mission auprès du directeur général de l’ORTF, il est responsable de la coordination des études préparatoires à la création de la troisième chaîne de télévision de 1969 à 1972 et devient membre du comité radio-télévision du VIe Plan. De 1970 à 1972, il est chargé de mission au secrétariat général de la Présidence de la République à la demande de Georges Pompidou.
De 1972 à 1974, il est  nommé directeur de la régie des stations régionales et de la 3e chaîne de télévision de l’ORTF dont il participe au lancement et en devient directeur. En 1975,  Jean-Louis Guillaud produit une émission ludique, L'Île aux enfants, créée par Christophe Izard puis occupe le poste de directeur général, chargé des programmes, à TF1. 
TF1 lui doit son nom car l’UER, l’Union européenne de radio-télévision, qui nomme les trois chaînes publiques françaises Télévision française 1, Télévision française 2 et Télévision française 3, l'ancienne première chaîne de l’ORTF se devant de se trouver un nouveau nom, il propose « TF1 » au président de la chaîne Jean Cazeneuve et à son directeur de cabinet Claude Villedieu. Il occupe le poste de président-directeur-général de TF1 de 1978 à juin 1981. En mai 1981, il se retire de son poste de directeur de TF1.
Président-directeur-général de l'Agence France-Presse de janvier 1987 à janvier 1990, il fonde, en 1994, et préside TV France International, un organisme chargé de promouvoir la production audio-visuelle française à l’étranger. Le 5 octobre 2004, le MIPCOM célèbre l’action menée par TVFI en remettant, à l’occasion du France Day, un prix d’excellence à Jean-Louis Guillaud, « pour sa contribution exceptionnelle au développement de la télévision française ».
Le 8 décembre 2008, il remet les 5e prix Export devant l’ensemble de l’industrie audio-visuelle française, à l’occasion de la soirée du Prix du Producteur de la PROCIREP  à Paris. Le prix Export de TV France International récompense les programmes audio-visuels français les mieux vendus à travers le monde. Le prix souligne l’impact économique et culturel des exportations et rend hommage au dynamisme commercial des distributeurs français.
Il meurt le 3 décembre 2015 à l'âge de 86 ans.

### Son travail à la Troisième chaîne
Le 31 décembre 1972, la troisième chaîne de l’ORTF est lancée, plus de deux ans après l’annonce officielle de sa création.  Cette nouvelle chaîne nationale, en couleur, sans publicité ni speakerine, laisse une place importante aux programmes régionaux. Jean-Louis Guillaud décide également de faire appel aux jeunes réalisateurs.

### La série desGrandes Batailles
Avec Henri de Turenne et assisté de Daniel Costelle, il démarre en 1966 la série de documentaires historiques Les Grandes Batailles par Verdun (à l'occasion du cinquantième anniversaire, primé). On peut citer La Bataille d'Angleterre, La Bataille de l'Atlantique, La Bataille du Pacifique (deux émissions), La Bataille de Moscou (primée à Monte Carlo), etc. Son dernier ouvrage (2009) est Apocalypse, fresque retraçant toute la Deuxième Guerre mondiale, diffusée dans plus de 130 pays et primée dans le monde entier ; avec Henri de Turenne, il en est à l'origine, la scénarise et utilise les archives découvertes depuis la série des Grandes Batailles.